# Нарікала
Нарікала (груз. ნარიყალა) — фортечний комплекс різних епох на горі Мтацмінда у Старому Тбілісі.

## Історія
Точний час заснування фортеці в Тбілісі невідомий, але у VII столітті вона вже існувала і називалася Шуріс-ціхе.
При Давиді IV Будівельнику арабська фортеця була укріплена і розширена. Сучасну назву їй дали, як вважається, монголи. Близький до сучасного вигляд тбіліська цитадель набула в XVII–XVIII ст. До XVIII століття Нарікала стала потужною фортифікаційною спорудою. Землетрус 1827 р. завдав Нарікалі непоправної шкоди.
У 1990-ті роки робилися спроби реставрації. Зокрема, було відбудовано церкву св. Миколая, що існувала на території фортеці у XII столітті.
У 2012 р. закінчилося будівництво канатної дороги, що веде від парку Ріці через річку Кура прямо на Сололакський хребет. За допомогою цієї канатної дороги можна дуже швидко дістатися до фортеці.
Фортеця фігурує в багатьох літературних творах, зокрема у відомій "Пісні про Тбілісі" (Тбілісо) Р. Лагідзе і П. Грузинського.

## Світлини

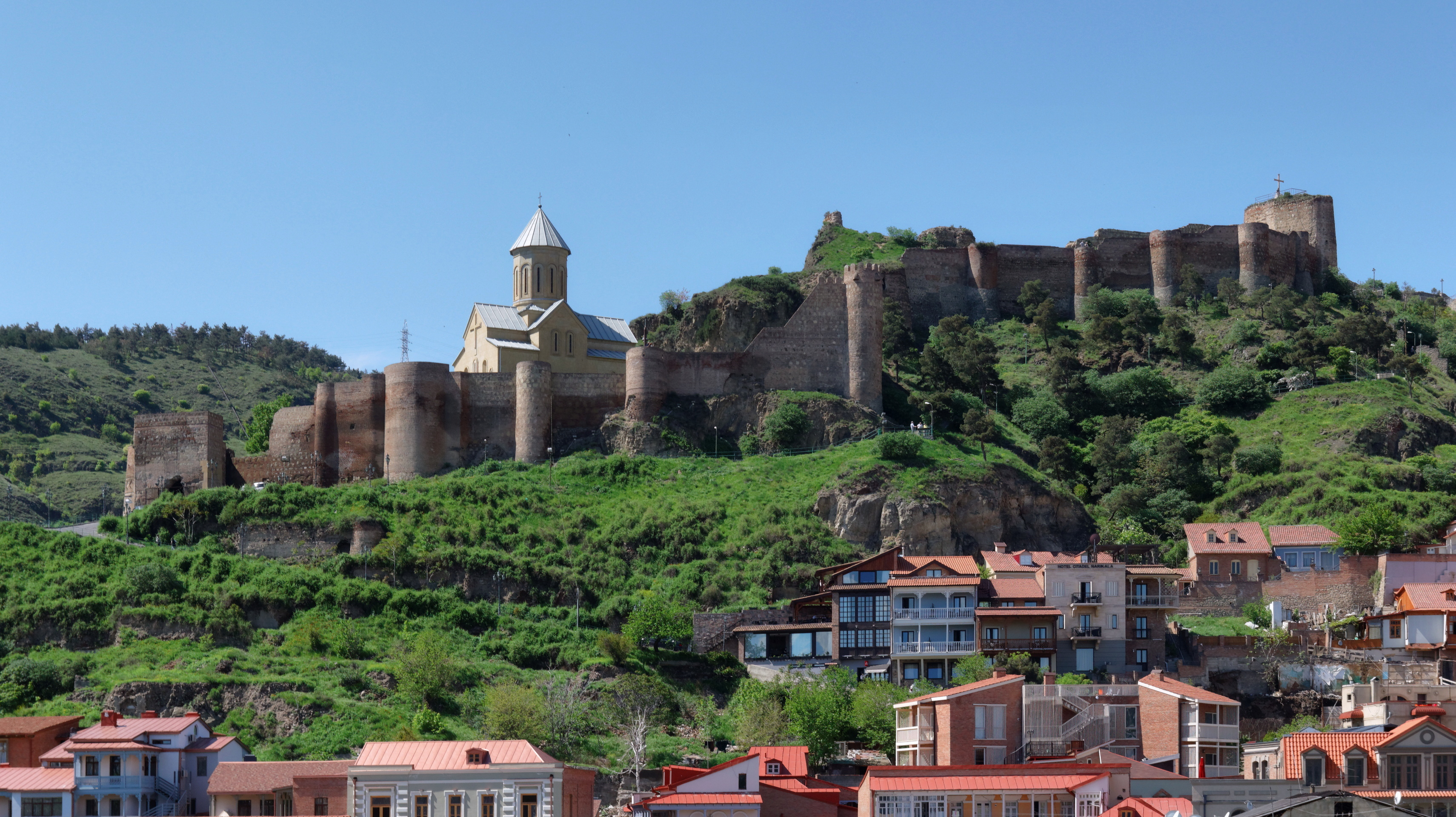
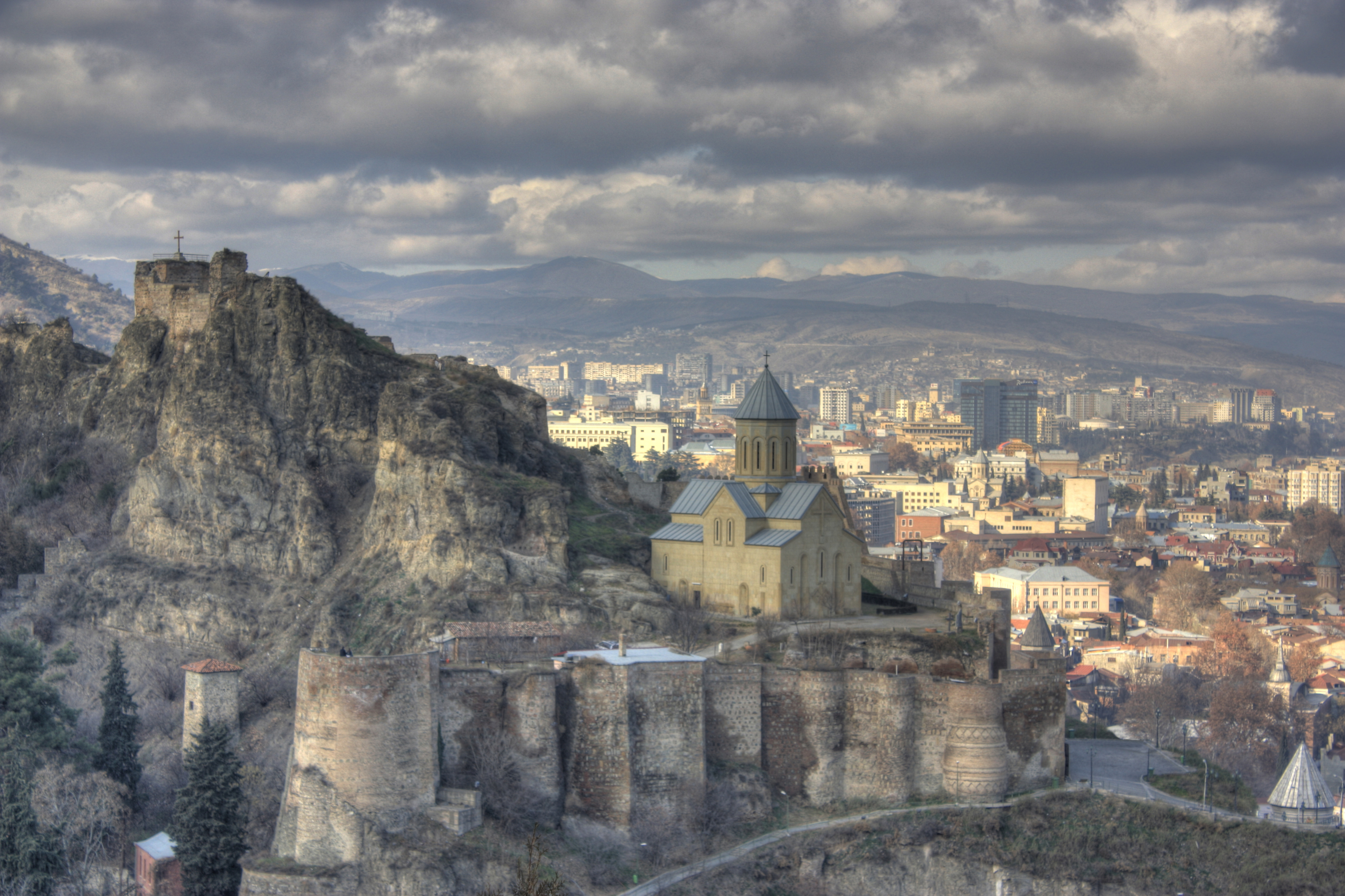
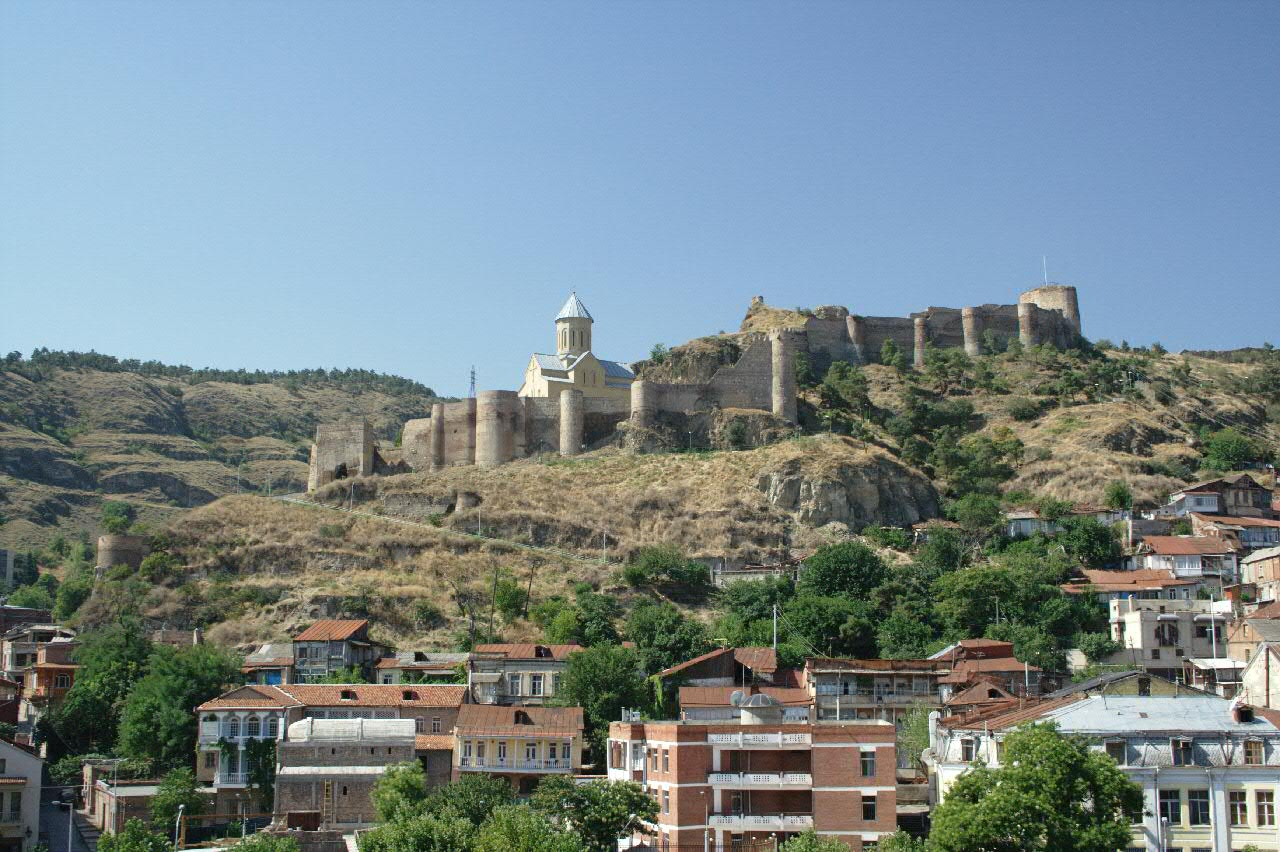
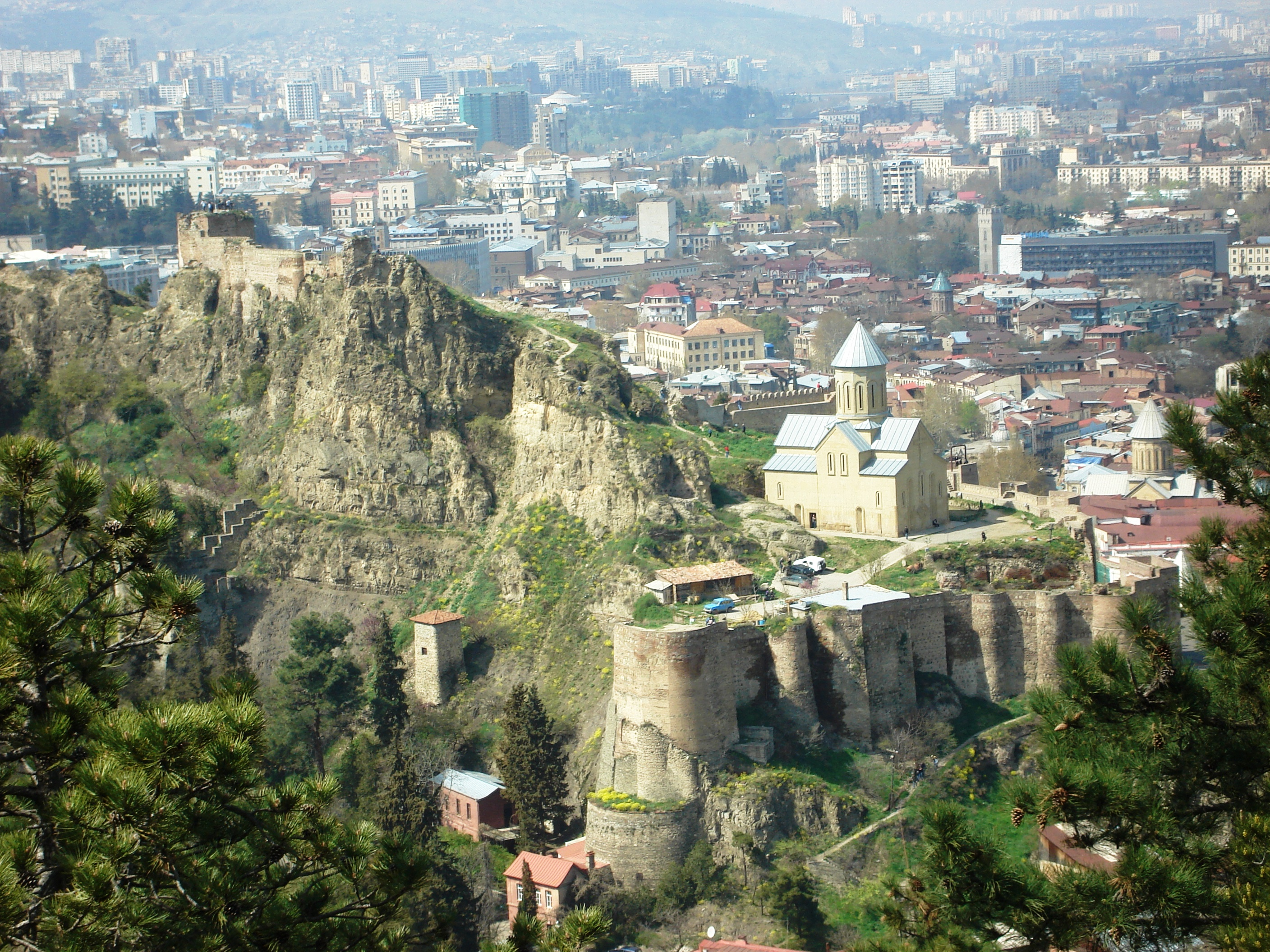
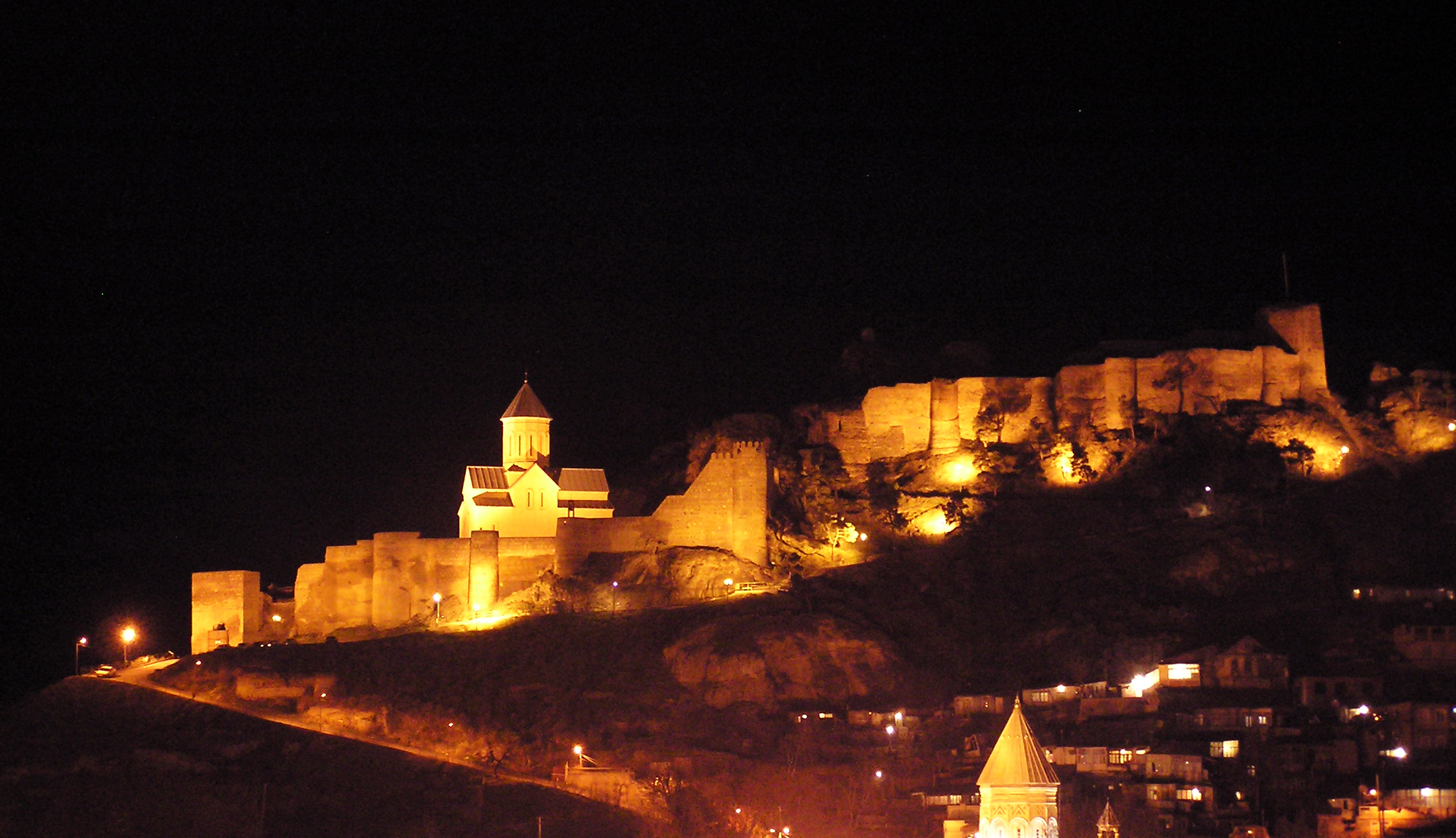
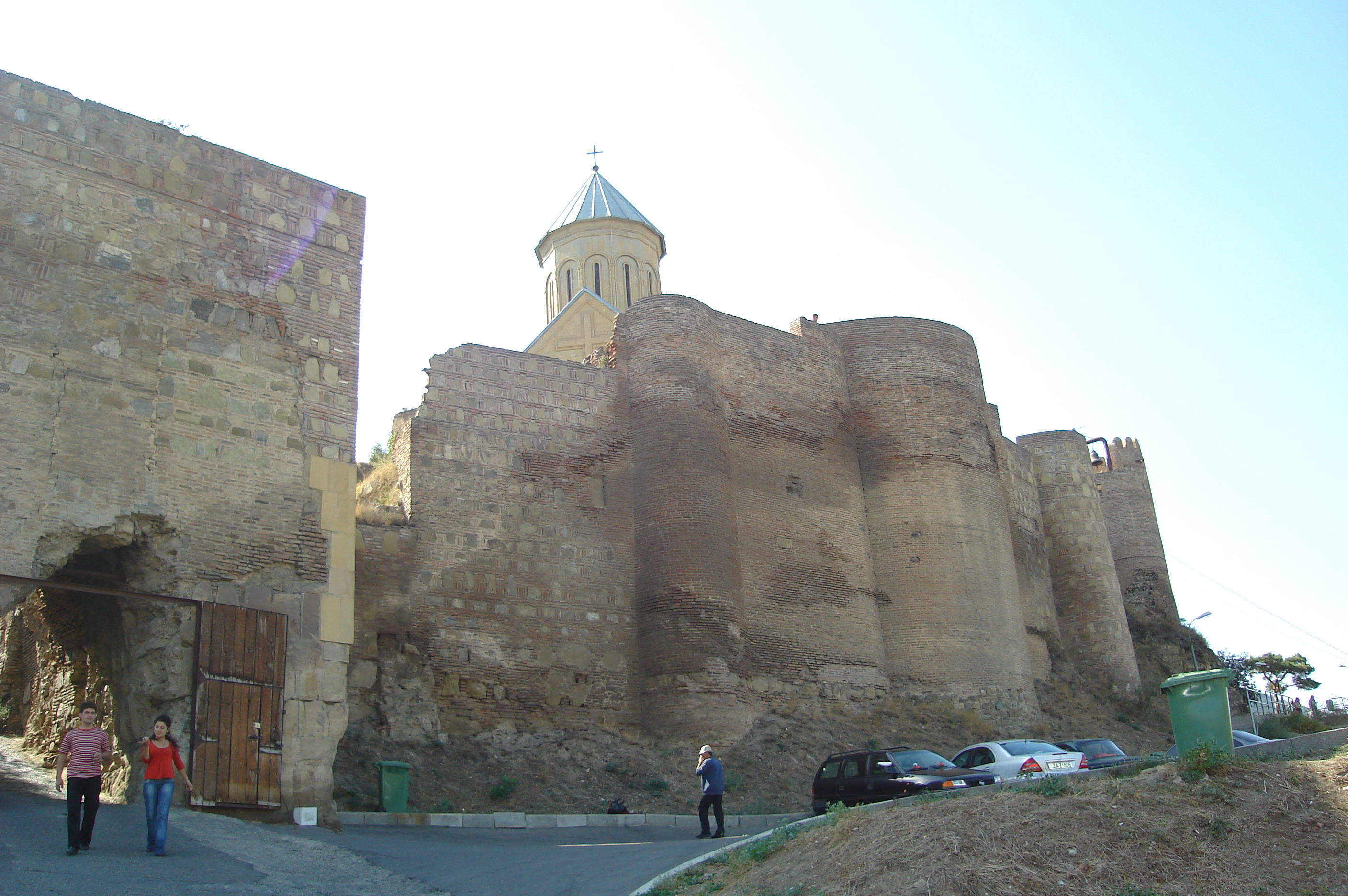
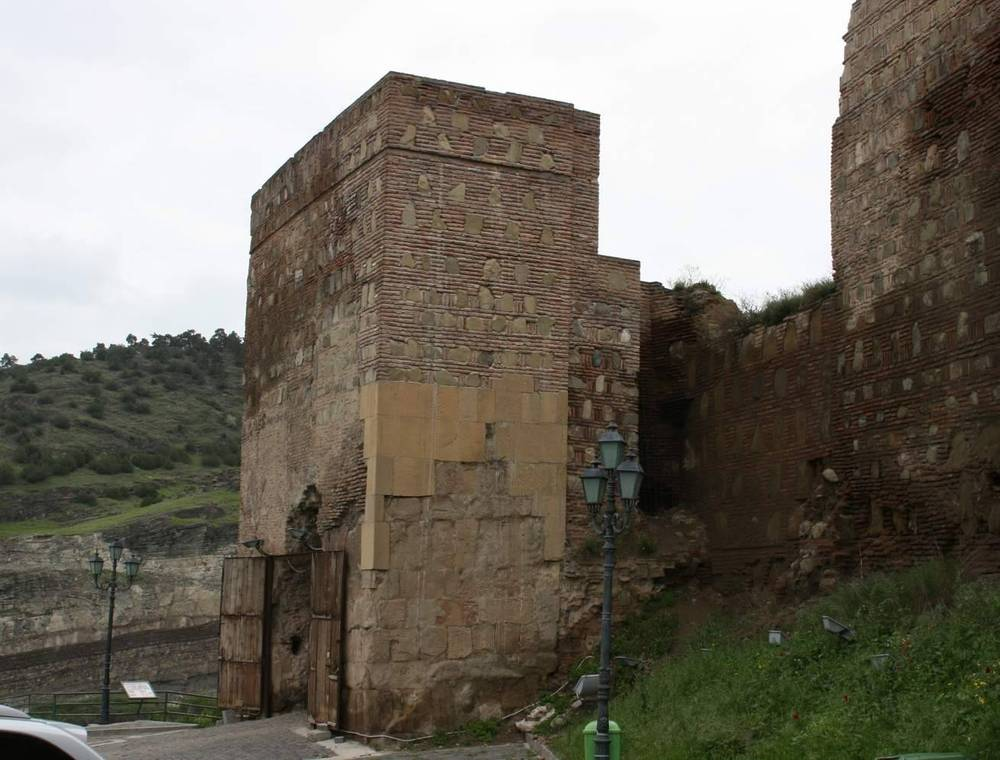
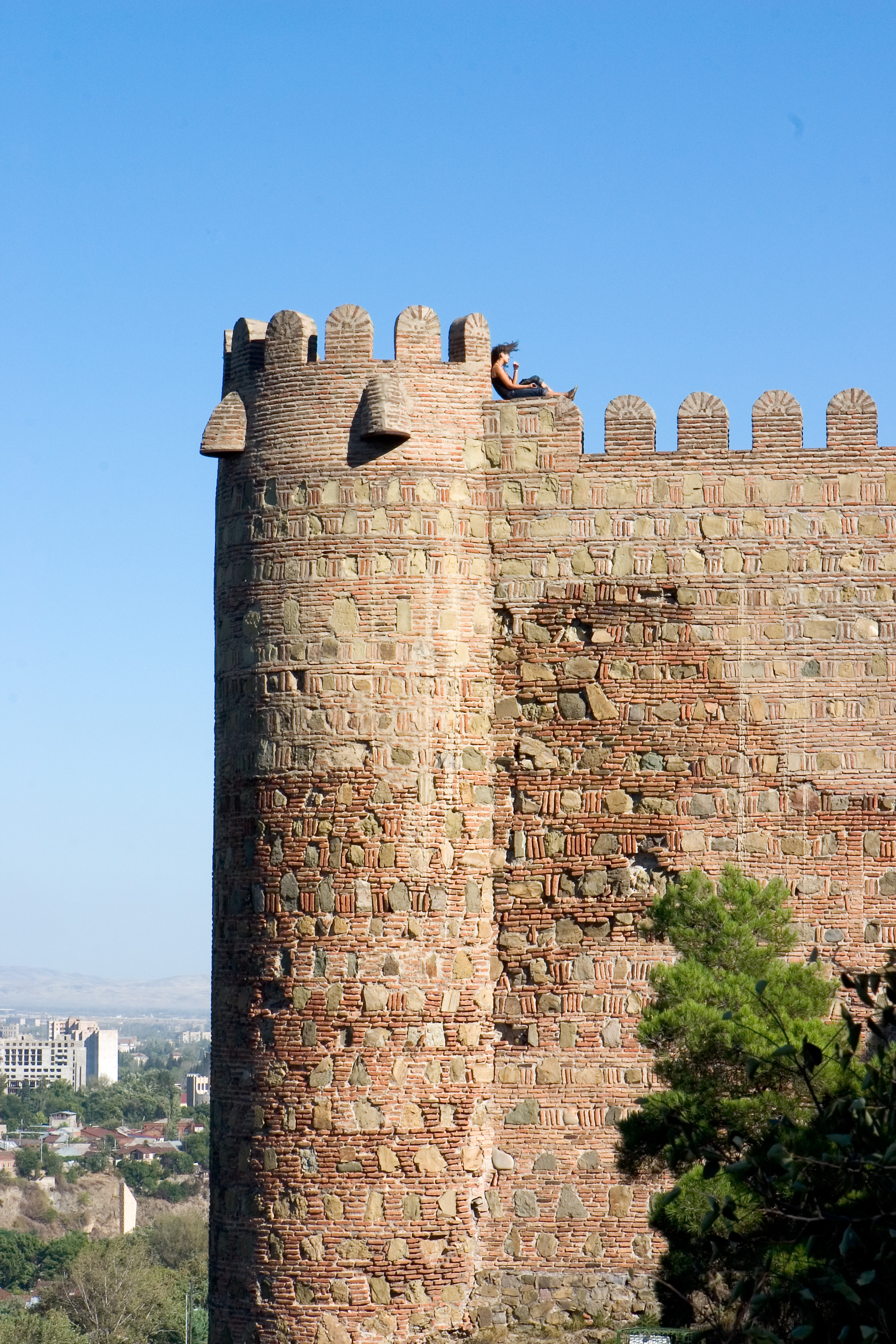
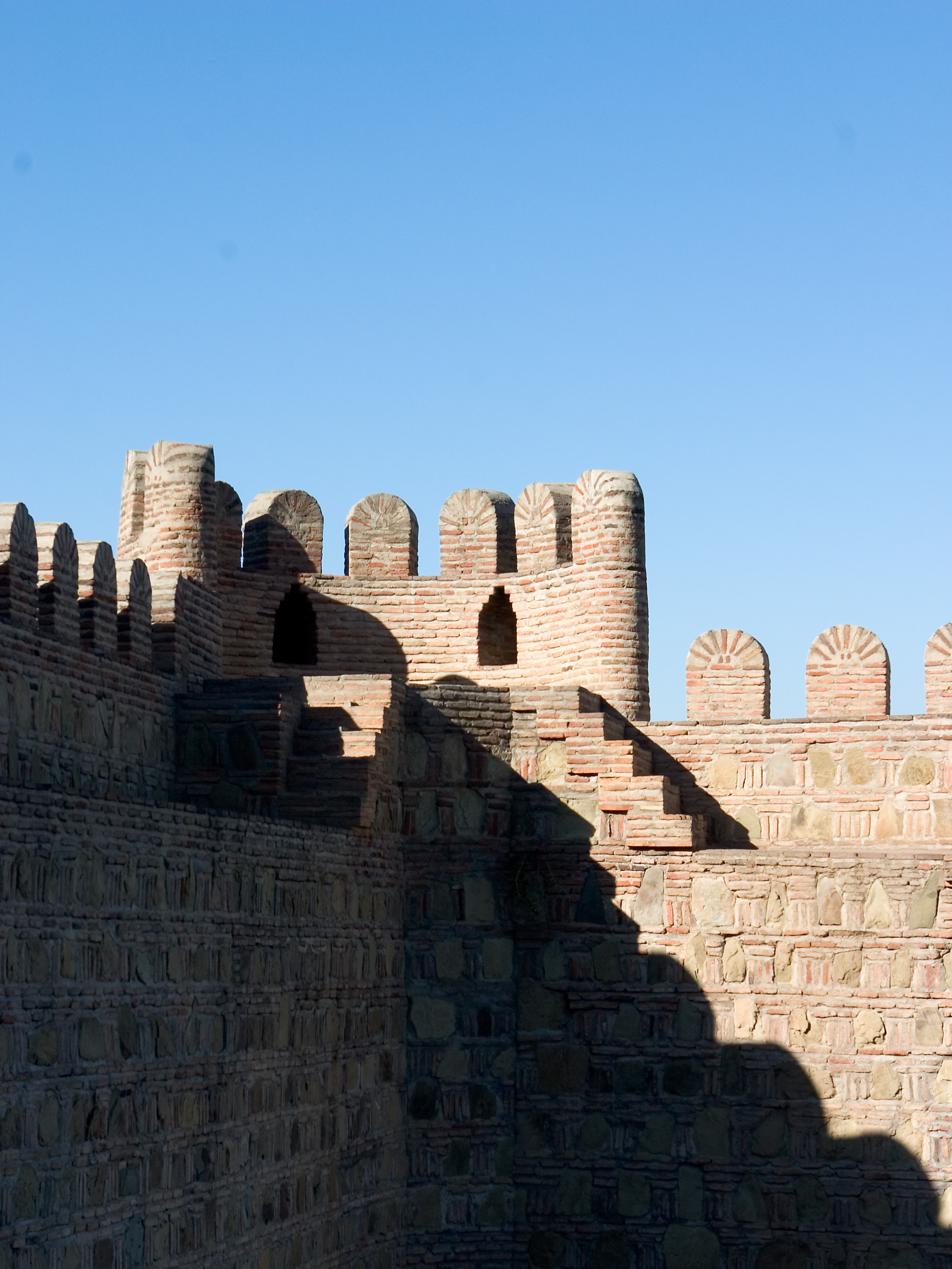
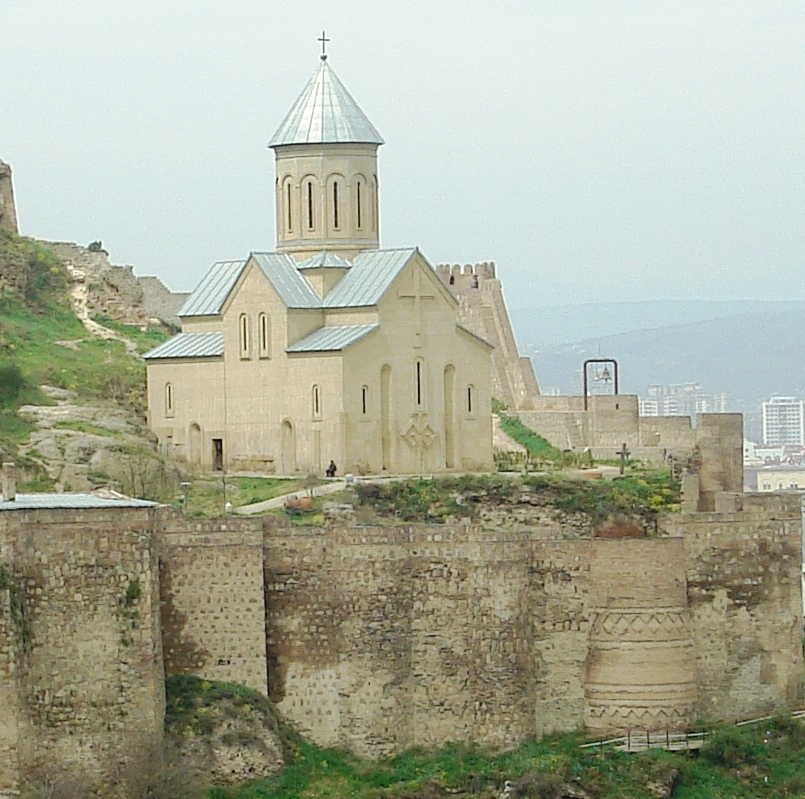
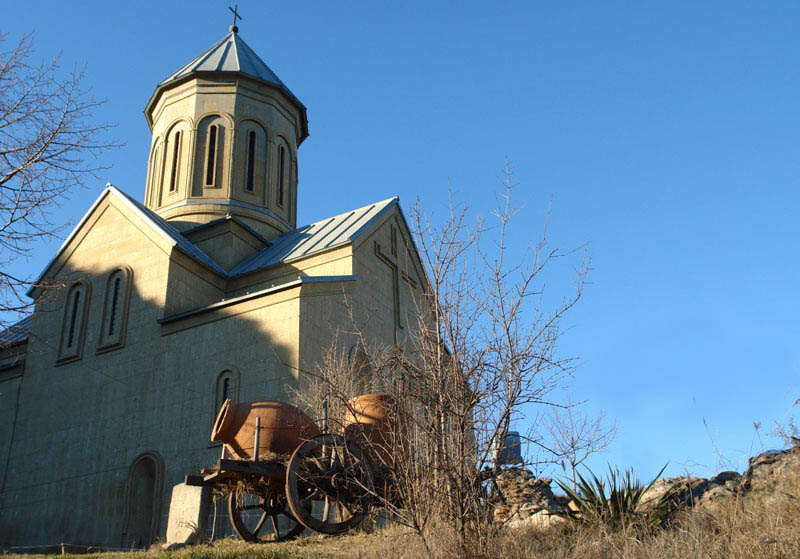
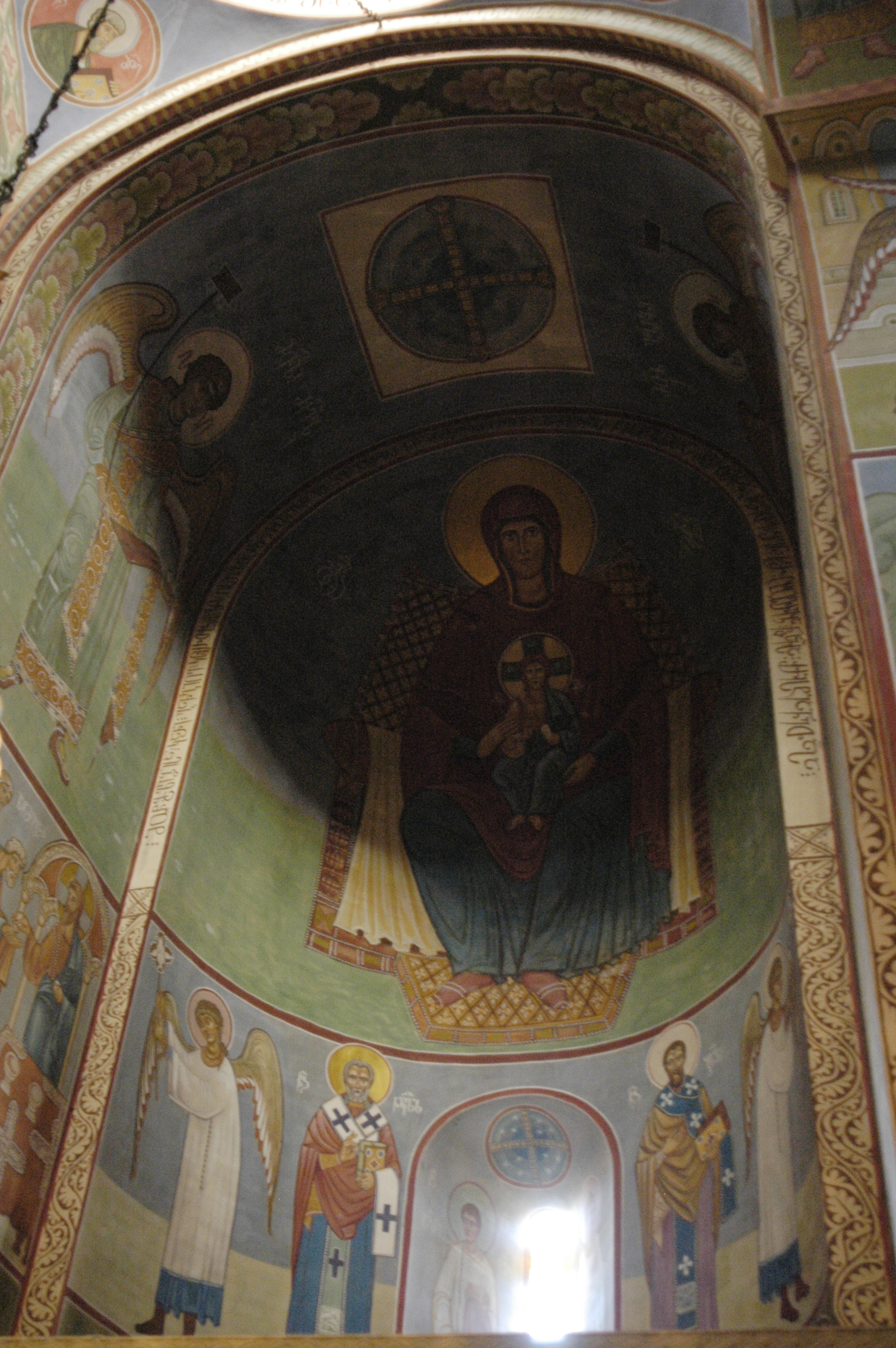
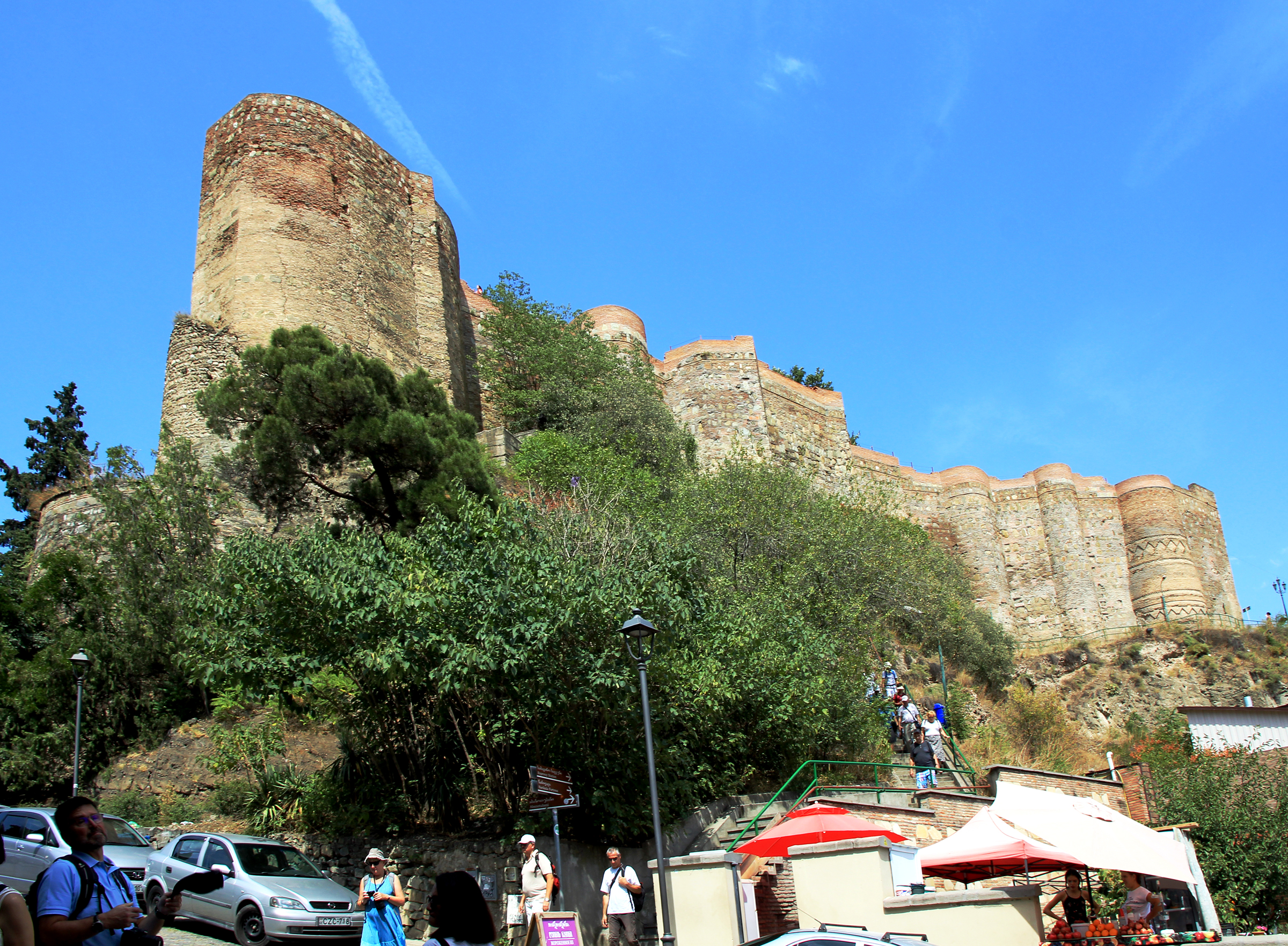